# Morum ponderosum
Morum ponderosum là một loài ốc biển, là động vật thân mềm chân bụng sống ở biển thuộc họ Harpidae, họ ốc đàn.